# Limba pali
Pali (IAST: Pāḷi; scris cu devanagari: पालि; în singaleză: පාලි) este un dialect prakrit indo-arian, forma cea mai veche a limbilor indice medii. Este cunoscut ca limba celor mai vechi canoane budiste și limba liturgică a budismului meridional Theravada, folosită până astăzi în cult în Sri Lanka, Birmania și Thailanda. 
Cuvântul „pali” înseamnă „rând”, „strofă”, „text”.
Folosită în Ceylon încă  de la începutul erei noastre, uzul ei s-a extins în jurul anului 1000 d.Hr. într-o serie de țări la est de India.
Limba pali se scrie în mai multe alfabete - mai ales kampuchian, thai, birman, singalez iar în Europa - latin.